# Motorradstreife (Bayerisches Rotes Kreuz)

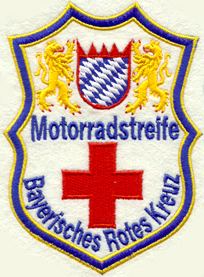
Wappen der BRK Motorradstreife (bis 2009)

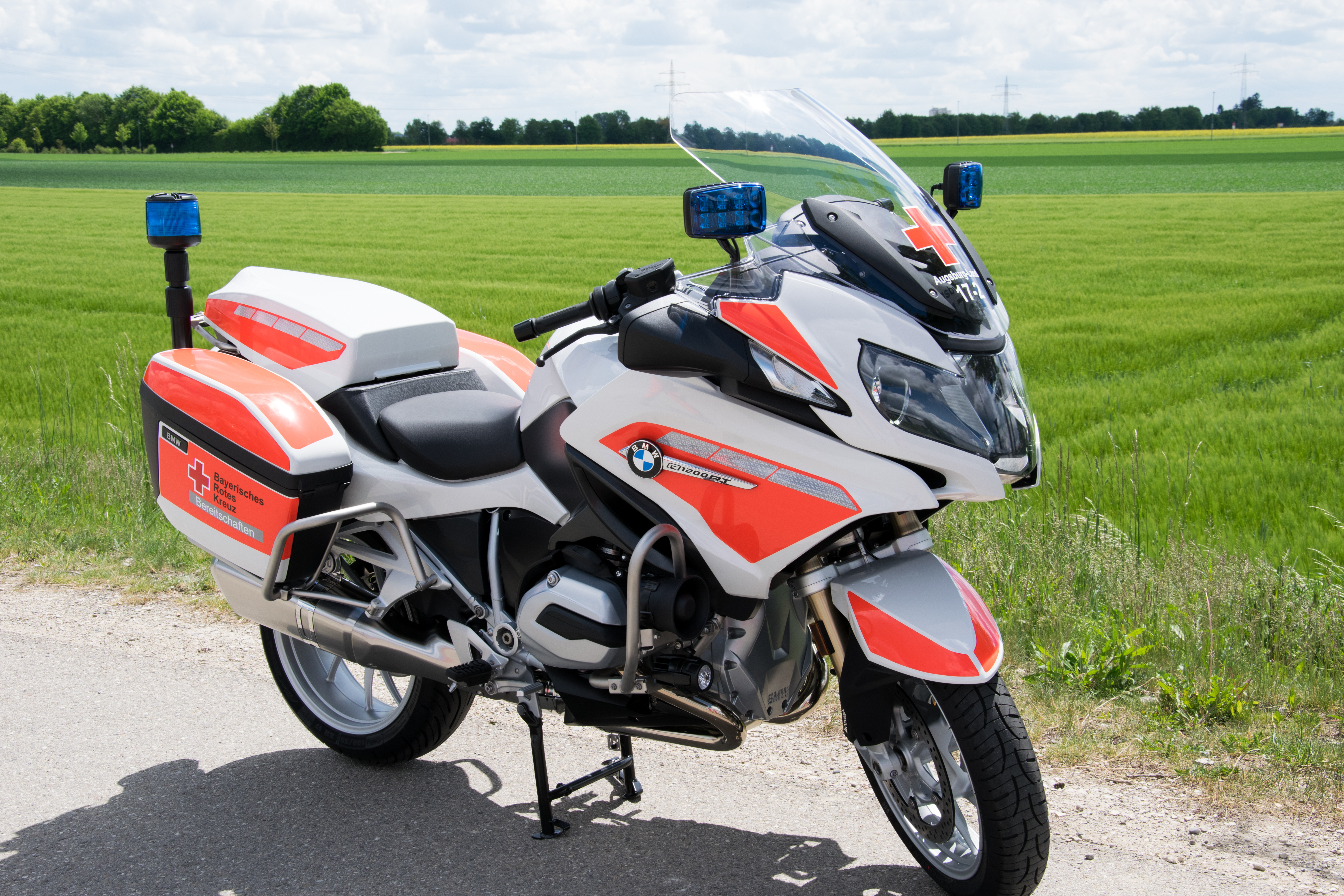
Einsatzmotorrad der BRK-Motorradstreife BMW R 1200 RT

Die Motorradstreife des Bayerischen Roten Kreuzes (BRK) gehört zum Fachdienst Motorrad der BRK-Bereitschaften. Sie ist seit ihrer Gründung 1983 eine Organisation mobiler Facheinsatzkräfte mit der Aufgabe, während der Hauptreisezeit auf Autobahnen bzw. autobahnähnlichen Landstraßen schnelle Hilfe zu leisten und eine rein ehrenamtliche Einrichtung innerhalb der Bereitschaften.
Die Motorradstreifen wurden 1983 als Versuchsmodell „Mobile Wache“ gegründet. Inzwischen sind etwa 100 Motorradsanitäter (Ausbildungsstand: Notfallsanitäter, Rettungsassistent, Rettungssanitäter, Sanitäter), verteilt auf 21 Standorte in Bayern, im Einsatz. Dabei werden jährlich etwa 300.000 km zurückgelegt und 11.000 Einsätze unterschiedlichster Art in enger Zusammenarbeit mit den Rettungsdiensten, Polizei, Feuerwehr und THW abgewickelt. In rund 70 Prozent aller Einsätze erreicht die BRK-Motorradstreife statistisch gesehen die Einsatzstelle vor dem regulären Rettungsdienst und verkürzt so teilweise signifikant das therapiefreie Intervall.

## Geschichte und Entwicklung

### 1983 bis 1990
Der Landesausschuss der Sanitätskolonnen beschließt „Motorradstreifen“ zur Betreuung Reisender auf Bayerns Autobahnen einzusetzen. Start des Modellversuchs „Motorradstreife“ In Oberbayern mit 5 Einsatzmaschinen. 1985 erfolgt die Ausweitung der Aktion „Motorradstreife“ auf den nordbayerischen Bereich (Mittel- und Unterfranken) und Übernahme der Aktion durch den DRK Landesverband Baden-Württemberg. Eingesetzt werden insgesamt 10 Einsatzmaschinen. Ein Jahr später übernimmt die Aktion auch der DRK Landesverband Niedersachsen. Beratung und Information durch das Bayerische Rote Kreuz. Ausweitung der Aktion „Motorradstreife“ auf 15 Einsatzmaschinen im Bereich des Bayerischen Roten Kreuzes. 1987 Übernahme der Aktion durch den DRK Landesverband Westfalen-Lippe. Ausbildung der Einsatzkräfte durch das Bayerische Rote Kreuz. 1988 erste Bilanz: Seit 1984 wurden über 1 Million Einsatzkilometer gefahren. 1989 zählt die BRK – Motorradstreife 17 Einsatzmaschinen.

### 1991 bis 1999
1991 wird der neue Standort Bayreuth in Betrieb genommen. Seit der Gründung 1984 wurden 1998 über 3 Millionen Einsatzkilometer gefahren. In der BRK Motorradstreife werden seit 1994 zukünftig auch Frauen eingesetzt. Ein tragischer Unfall erschüttert 1995 die Motorradstreife. Bei einem Einsatz stirbt ein Fahrer der BRK Motorradstreife Augsburg-Land und der zweite Fahrer wird lebensgefährlich verletzt. 1998 wird der neue Standort Schwandorf in Betrieb genommen. Somit werden auf Bayerns Autobahnen 98 Motorradfahrer und 9 Fahrer der Versorgungsfahrzeuge eingesetzt.

### 2000 bis 2008
2001 ist teilweise der Fahrzeugbestand veraltet. 2003 sind in der Motorradstreife 100 Fahrer im Einsatz und 4 neue Motorräder können angeschafft werden, zwei Motorräder können auch für den Katastrophenschutz eingesetzt werden. 2004 steigt der Fahrzeugbestand auf insgesamt 24 Maschinen, davon 6 als Reserve und die Ausrüstung wird mit AED-Defibrillatoren durch Sponsoring erweitert. 2006 werden die Motorradstreifen bei der Fußballweltmeisterschaft eingesetzt. 2008 erfolgt der Einsatz der Motorradstreifen bei der Fußball-Europameisterschaft in Österreich und die Standorte Bayreuth und Erlangen erhalten zwei neue Einsatzmaschinen. Ende 2008 erfolgte die Änderung der Funkrufnamen der Motorräder nach bayerischen Richtlinien.

### Seit 2009
Die Motorradstreifen in Bayern werden 2009 zum Fachdienst der BRK Bereitschaften ernannt. Mit diesem Schritt erreichen die Motorradstreifen einen neuen Status im BRK und somit Planungssicherheit. Die zentrale Steuerung über die Landesgeschäftsstelle wird 2010 aufgegeben. Die Kreis- und Bezirksverbände kümmern sich nun um die Motorradstreifen.
Die Jahre 2011 und 2012 bringen neuen Aufwind für die BRK-Motorradstreife: Es werden bayernweit 13 Einsatzmotorräder beschafft. Erstmals werden keine neuen, sondern gut erhaltene Motorräder gekauft. Somit kann der Fahrzeugbestand der älteren Baureihen komplett ausgetauscht werden. Der positive Trend hilft aber nicht allen Standorten: der BRK-Kreisverband Erlangen-Höchstadt stellt seine Motorradstreife nach 26-jähriger Tätigkeit ein.
Im Jahr 2013 trifft die Hochwasserkatastrophe Deutschland. In Niederbayern sind die BRK-Motorradstreifen über Wochen im Einsatz. Aus Schwaben sind alle acht Einsatzmotorräder im Krisengebiet. Die Motorräder tragen entscheidend zur Verbesserung verschiedener Einsatzlagen bei. In Schwaben wird eine neue Sonderbekleidung für Motorradfahrer geschaffen.
2019 schafft das BRK im Rahmen eines Sonderinvestitionsprogramm (KatS) 4 BMW F 750 an.
Auch beim verheerenden Hochwasser 2021 in Nordrhein-Westfalen und Rheinland-Pfalz sind Motorräder aus Bayern zur Unterstützung der Kontingentführung im Einsatz.

## Fahrzeuge
Die BRK-Motorradstreife nutzt fast ausschließlich Motorräder des Herstellers BMW. Als Tourenfahrzeug gilt die Behördenversion der R 1250 RT (R 1200 RT) derzeit als das meistgenutzte Fahrzeug. Im Rahmen des Katastrophenschutzes haben sich die Typen F 750/850 GS (F 700/800 GS) etabliert. Teilweise wurden diese Motorräder vom Katastrophenschutz des Landes beschafft.

## Aktuelle Standorte in Bayern
Insgesamt sind die Motorradstreifen an 21 Standorten in Bayern vertreten:
- Altötting
- Ansbach
- Augsburg-Land (Doppelstandort nach Zusammenlegung zweier Standorte)
- Aschaffenburg
- Bad Kissingen
- Bayreuth
- Berchtesgadener Land
- Erding
- Kitzingen
- Main-Spessart
- Miltenberg/Obernburg
- Neustadt/Aisch
- Oberallgäu (Sonthofen)
- Regensburg
- Rhön-Grabfeld
- Rosenheim
- Schwandorf
- Südfranken (Hilpoltstein)
- Traunstein[1]
- Unterallgäu (Memmingen)
- Würzburg

(Stand 06/2025)
Weitere Motorräder des Bayerischen Roten Kreuzes werden als Kradgruppen bezeichnet und sind nicht Bestandteil der Motorradstreife. Nur die BRK-Motorradstreife ist per Ausnahmegenehmigung der zuständigen Bezirksregierung für die Tätigkeit auf Autobahnen und Schnellstraßen ermächtigt.

## Aufgaben

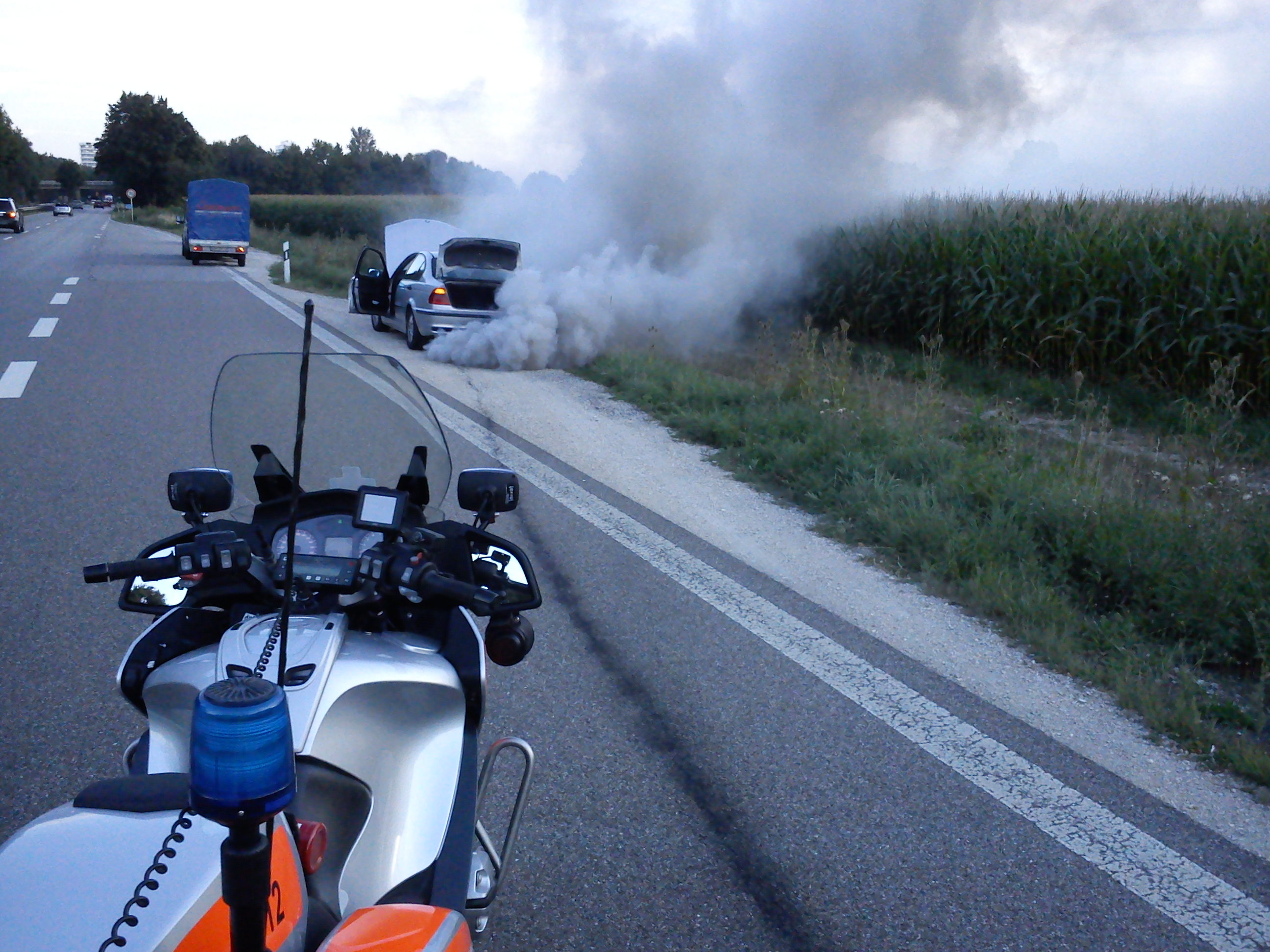
Wichtige Aufgabe im Dienst – Absicherung von Gefahrenstellen

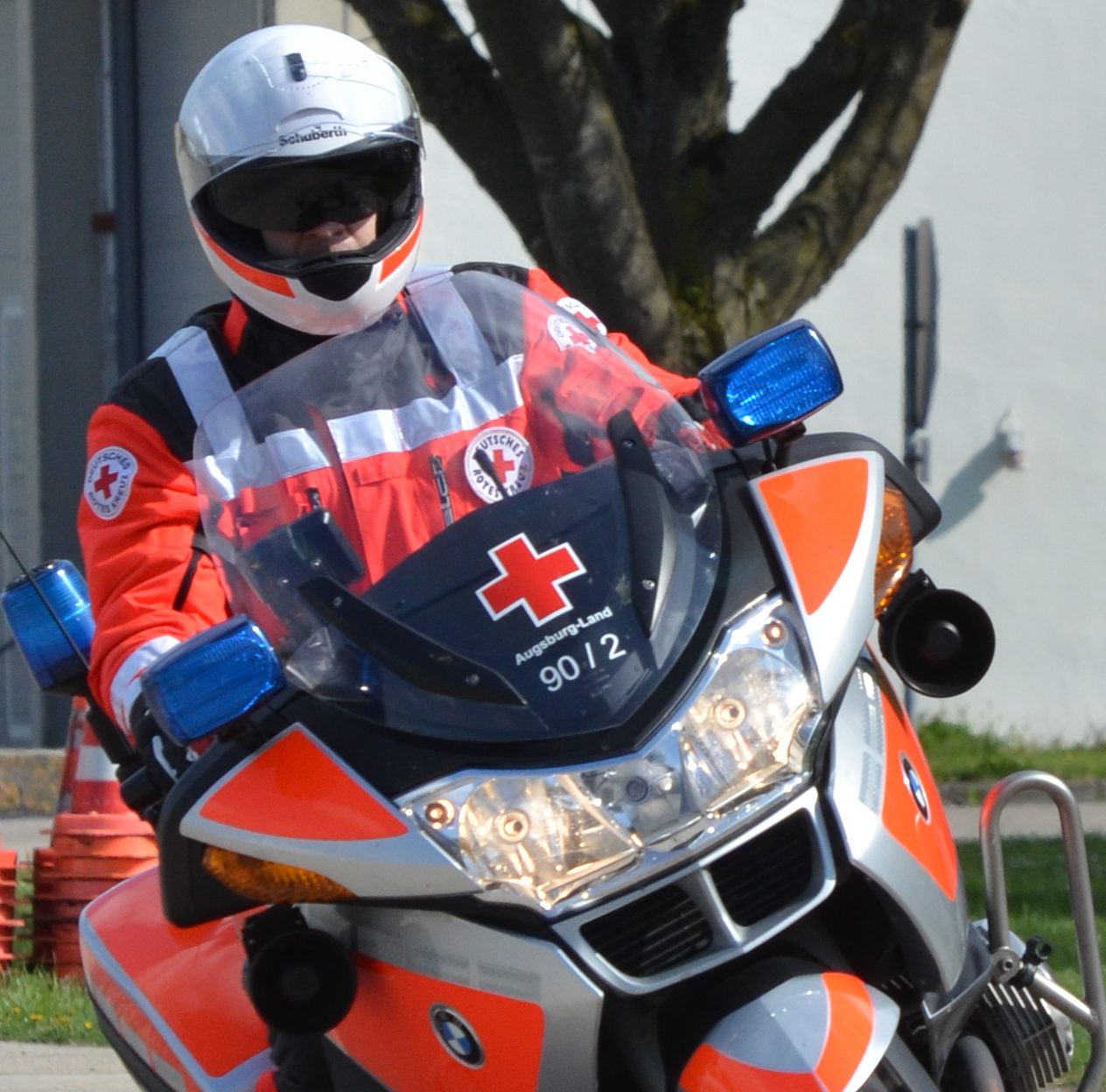
Die BRK-Motorradstreife im Einsatz

Die primären Aufgaben der Motorradstreife umspannen ein breites Spektrum.
Zum primären Einsatzspektrum zählen:
- Medizinische Erstversorgung und First Responder im Rahmen des Rettungsdienstes
- Betreuung von Reisenden auf Autobahnen und Schnellstraßen
- Betreuung von Beteiligten nach Unglücksfällen
- Psychosoziale Notfallversorgung
- Einsatzleitung Rettungsdienst
- Verkehrslenkung, Stauabsicherung, Staubetreuung und Wegweisungen
- Medikamenten- und eiliger Blutkonserventransport
- Lotsendienste für Fremdfahrzeuge des Rettungsdienstes
- Sanitätswachdienst bei Veranstaltungen

Im Falle eines Katastrophenschutzeinsatzes unterstützt die Motorradstreife die Einsatzleitung als „KRAD-Melder“.
Hierzu zählt im Allgemeinen:
- medizinische Erstversorgung von Verletzten
- Unterstützung der Kontingentführung
- Ersterkundung des Einsatzgebietes
- Nachrichtenübermittlung (KRAD-Melder)

## Ausbildung
Als sogenannte Solohelfer sind die Einsatzkräfte des Fachdienstes Motorrad in den ersten Minuten meist auf sich alleine gestellt. Aus diesem Grund stellt das BRK hohe Anforderungen an die Helfer.
Der Fahrer eines Einsatzmotorrades muss nicht nur alle Notfallsituationen auf den Autobahnen beherrschen, er ist auch Führungsgehilfe, Erkunder und Kradmelder in Großschadensfällen und im Katastrophenschutz.
In der Notfallrettung überbrückt die Motorradstreife als „First Responder“ die Zeit vom Geschehen bis zum Eintreffen des Rettungsdienstes. Eine besondere Situation, da die Motorradstreife zunächst nicht wie sonst im Rettungsdienst üblich, im Team arbeitet.
Alle Helfer der Motorradstreife sind bereits ausreichend medizinisch vorgebildet und werden in einem speziellen Fachlehrgang fahrerisch und organisatorisch auf ihre zukünftige Tätigkeit vorbereitet. Die Spezialisierung erfolgt in einem Grund- und einem Fachlehrgang. Im Fachlehrgang erhalten die Einsatzkräfte ihre notwendige Fachausbildung, um dann die Teilbereiche Rettung, Erkundungs- und Lagemeldungsaufgaben, kurzfristige Führungsübernahme in besonderen Fällen und allgemeine Tätigkeiten als Führungsassistent ausführen zu können.
Grundlegende Ausbildung
- Grundlehrgang: 16 Unterrichtseinheiten auf Standortebene
- Fachlehrgang:  32 Unterrichtseinheiten mit den Inhalten Rechtskunde, Verhalten im Einsatz, Planspiel, Intensivtraining Motorrad, Fahren im Verband sowie einem praktischen Einsatztraining mit realistischen Fallsimulationen.

Weiterbildungen
In den Fortbildungen werden behandelt
- Reanimation nach dem Megacode-Training (jährlich mit Zertifikat)
- Belehrung über die Benutzung von Sonderrechten im Straßenverkehr (jährlich)
- Psychosoziale Notfallversorgung
- aktuelle Themen aus der Notfallmedizin
- Einsatzleitung im Rettungsdienst
- Traumamanagement

## Ausrüstung
Bei den Einsatzmaschinen handelt es sich um Fahrzeuge von BMW in der Behördenausführung. Genutzt werden derzeit BMW-Motorräder des Typs BMW R 1200 RT. Neben dem Funkgerät ist die Streife über Handy und Funkmeldeempfänger für die Leitstellen erreichbar.
In den beiden Seitenkoffern sind untergebracht:
- Notfalltasche mit

- Infusionen und Injektionen
- Intubation und Beatmungsbeutel
- Blutdruckmessung
- Glucosemessung
- Notfallmedikamente (für Reanimation, Hypoglykämie, u. ä.)
- Verbandmittel und Stifneck ® - Halskrausen
- Rettungsschere
- Set für peripheren Venenzugang
- Notfallprotokolle zur Dokumentation der Einsätze

- AED (Automatisierter Externer Defibrillator)-Frühdefibrillator
- Einsatzführungs- und Kartenmaterial
- Sauerstoffeinheit
- Getränke (Wasser und Säfte)
- Giveaways (für die Betreuung von Kindern)